# 보안 연관
보안 연관 (Security Association)은 보안 통신을 지원하기 위해 두 네트워크 엔터티간에 공유 보안 속성을 설정하는 것이다. SA는 다음과 같은 속성을 포함 할 수 있다 : 암호 알고리즘 및 모드, 트래픽 암호화 키, 및 연결을 통해 전달할 네트워크 데이터에 대한 매개 변수가 포함된다. 보안 연결을 설정하기 위한 프레임워크는 ISAKMP(Internet Security Association and Key Management Protocol)에 의해 제공된다. 인터넷 키 교환 및 키의 Kerberized Internet Negotiation과 같은 프로토콜은 인증 된 키 재료를 제공한다.
SA는 단방향 (일방향 채널) 및 논리적 연결로서 네트워크 장치간에 안전한 데이터 연결을 보증하고 제공한다. SA의 기본 요구 사항은 두 엔티티가 둘 이상의 채널을 통해 통신 할 때 도착한다. 모바일 가입자 및 기지국을 예로 들 수 있다. 가입자는 둘 이상의 서비스에 자신을 등록 할 수 있다. 따라서 각 서비스에는 데이터 암호화 알고리즘, 공개 키 또는 초기화 벡터와 같은 다른 서비스 기본 요소가 있을 수 있다. 작업을 쉽게하기 위해이 보안 정보는 모두 논리적으로 그룹화되며 논리 그룹 자체는 보안 연결이다. 각 SA에는 SAID라는 자체 ID가 있다.
따라서 기지국과 모바일 가입자는 모두 SAID를 공유하며 모든 보안 매개 변수를 유도한다. 즉, SA는 정보를 다른 엔티티와 공유 할 수 있게하는 보안 매개 변수의 논리적 그룹이다.

## 같이 보기
- IPsec
- Internet Key Exchange (IKE)
- Virtual Private Network (VPN)

## 참고 문서
- Internet Key Exchange (IKEv2) Protocol - RFC 5996